# Адміністративний устрій Світловодського району
Адміністративний устрій Світловодського району — адміністративно-територіальний поділ Олександрійського району Кіровоградської області на 12 сільських рад, які об'єднують 33 населені пункти та підпорядковані Світловодській районній раді. Адміністративний центр — місто Світловодськ, яке має статус міста обласного значення, тому не входить до складу района.

## Список радСвітловодського району
| №  | Назва                            | Центр                | Населені пункти                                                      | Площа км² | Місце за площею | Населення (2001), чол. | Місце за населенням |
| -- | -------------------------------- | -------------------- | -------------------------------------------------------------------- | --------- | --------------- | ---------------------- | ------------------- |
| 1  | Великоандрусівська сільська рада | с. Велика Андрусівка | с. Велика Андрусівка с. Вищепанівка с. Калантаїв с. Сніжкова Балка   |           |                 |                        |                     |
| 2  | Великоскелівська сільська рада   | с. Велика Скельова   | с. Велика Скельова с. Мала Скельова                                  |           |                 |                        |                     |
| 3  | Глинська сільська рада           | с. Глинськ           | с. Глинськ с. Арсенівка с. Ганнівка с. Семигір'я                     |           |                 |                        |                     |
| 4  | Григорівська сільська рада       | с. Григорівка        | с. Григорівка с. Кобзарівка с. Оврагове с. Перехрестівка с. Яремівка |           |                 |                        |                     |
| 5  | Захарівська сільська рада        | с. Захарівка         | с. Захарівка с. Аудиторівка с. Серебряне                             |           |                 |                        |                     |
| 6  | Іванівська сільська рада         | с. Іванівка          | с. Іванівка                                                          |           |                 |                        |                     |
| 7  | Микільська сільська рада         | с. Микільське        | с. Микільське с. Бугруватка с. Золотарівка                           |           |                 |                        |                     |
| 8  | Миронівська сільська рада        | с. Миронівка         | с. Миронівка                                                         |           |                 |                        |                     |
| 9  | Озерська сільська рада           | с. Озера             | с. Озера с. Олексіївка с. Талова Балка                               |           |                 |                        |                     |
| 10 | Павлівська сільська рада         | с. Павлівка          | с. Павлівка с. Свердлівка                                            |           |                 |                        |                     |
| 11 | Подорожненська сільська рада     | с. Подорожнє         | с. Подорожнє с. Бабичівка с. Нагірне                                 |           |                 |                        |                     |
| 12 | Федірківська сільська рада       | с. Федірки           | с. Федірки с. Сніжкове                                               |           |                 |                        |                     |